# Benedykt Matarewicz
Benedykt Matarewicz (ur. 2 kwietnia 1894 w Wilnie, zm. 15 kwietnia 1975 w Londynie) – major piechoty Wojska Polskiego, kawaler Orderu Virtuti Militari.

## Życiorys
Urodził się 2 kwietnia 1894 w Wilnie, w rodzinie Stanisława i Marii z Gilewiczów. Do Wojska Polskiego został przyjęty z byłych Korpusów Wschodnich i byłej armii rosyjskiej. W grudniu 1918 był dowódcą III batalionu, który stacjonował w Łyntupach i wchodził w skład 1 Pułku Brygady Samoobrony. Następnie został dowódcą 4. kompanii Wileńskiego Pułku Strzelców. Wyróżnił się w bitwie nad Czernicą, w czasie której „kierował dzielnie przeciwnatarciem w celu odzyskania utraconych stanowisk nowogródzkiego pułku. Przykład nieustraszonego zachowania się jego, wzmocnił na duchu kompanię. Idąc na czele kompanii, wtargnął w masy nacierającego nieprzyjaciela, walcząc na bliską odległość. Został przytem ranny. Kompania 4-a zagrzana jednak jego odwagą, nie ustała w wysiłku i zdobyła dwa karabiny maszynowe”. Od 9 października 1920 do 1921 dowodził I batalionem pułku.
Po zakończeniu działań wojennych nadal służył w Wileńskim Pułku Strzelców, który został przemianowany na 85 Pułk Piechoty i dyslokowany w Nowej Wilejce. 3 maja 1922 został zweryfikowany w stopniu kapitana ze starszeństwem z 1 czerwca 1919 i 1430. lokatą w korpusie oficerów piechoty. Jako osadnik wojskowy otrzymał działkę w m. Poręby Górańskie, w gminie Mickuny powiatu wileńsko-trockiego. 23 czerwca 1925 został przeniesiony z macierzystego oddziału do Korpusu Ochrony Pogranicza. 18 lutego 1928 został mianowany majorem ze starszeństwem z 1 stycznia 1928 i 120. lokatą w korpusie oficerów piechoty. W tym samym roku był kwatermistrzem 21 Baonu Granicznego w Niemenczynie. W marcu 1930 został przeniesiony z KOP do 85 pp na stanowisko dowódcy batalionu. W kwietniu 1934 został przesunięty na stanowisko kwatermistrza. W 1938 został przeniesiony do Komendy Rejonu Uzupełnień Krzemieniec na stanowisko komendanta rejonu uzupełnień.
Zmarł 15 kwietnia 1975 w Londynie. Został pochowany na Chiswick Cemetery.
Benedykt był żonaty z Aliną (1900–1986), córką Józefa Lewkowicza, z którą miał dwóch synów: Jerzego Stanisława (1923–2011) i Mariana Antoniego (ur. 1927). Żona i syn Jerzy w 1940 zostali aresztowani przez funkcjonariuszy NKWD Zachodniej Białorusi. Jerzy Matarewicz służył później w Polskich Siłach Powietrznych w Wielkiej Brytanii, w stopniu plutonowego pilota.

## Ordery i odznaczenia
- Krzyż Srebrny Orderu Wojskowego Virtuti Militari nr 2688 – 15 marca 1921[20][21]
- Krzyż Walecznych trzykrotnie[22][23][24][25][26]
- Złoty Krzyż Zasługi – 25 maja 1939 „za zasługi w służbie wojskowej”[27][21]
- Krzyż Zasługi Wojsk Litwy Środkowej[23][21]
- Medal Pamiątkowy za Wojnę 1918–1921
- Medal Dziesięciolecia Odzyskanej Niepodległości
- Odznaka pamiątkowa Korpusu Ochrony Pogranicza
- Państwowa Odznaka Sportowa
- Odznaka Strzelecka